# Estrella Durá Ferrandis
Estrella Durá Ferrandis, née le 22 septembre 1963 à Puçol, est une femme politique espagnole. Membre du Parti socialiste ouvrier espagnol (PSOE), elle siège au Parlement européen de 2019 à 2024. 